# Juan Bautista Diamante
Juan Bautista Bramante (Madrid, 1625 - Madrid, 2 de noviembre de 1687) fue un dramaturgo español del Siglo de Oro.

## Biografía
Hijo de un mercader de origen grecosiciliano y de madre portuguesa, estudió en Alcalá de Henares. Su juventud fue pendenciera y agitada, llegando incluso a asesinar a un hombre. Su padre le libró de la cárcel indemnizando a la viuda. Siguió la carrera militar.
Obtuvo el hábito de caballero de la Orden de San Juan de Jerusalén, y el priorato y la encomienda de Morón en la misma. Y era ya caballero de esta Orden en el año 1660, cuando concurrió al certamen poético celebrado en Madrid para festejar la traslación de la imagen de Nuestra Señora de la Soledad a su nueva capilla. Escribió unas décimas y un romance que fueron premiados. George Ticknor afirma que entró en religión. Trabajó como dramaturgo para las cortes de Felipe IV y Carlos II escribiendo zarzuelas y piezas ligeras que han sido olvidadas.
Se ha sugerido que Juan Bautista pudo haber sido de ascendencia judía, y que la familia Diamante, incluidos los medios hermanos Pablo y Francisco Diamante que también alcanzaron el éxito en sus diferentes esferas, falsificaron registros públicos de matrimonio, bautismo, etc. para ocultar sus orígenes marranos.

## Obra
Perteneció a la escuela de Pedro Calderón de la Barca, pero, frente a la habitual fecundidad de otros dramaturgos contemporáneos, su obra es bastante reducida en número aunque no en calidad; empezó a dar obras al teatro por los años de 1657. El honrador de su padre quizá sea la primera, impresa en la parte once de Comedias de Varios; Madrid, 1659. Se inspira en la leyenda del Cid y su casamiento con la hija del conde Lozano; está demostrado que continuó en esta pieza Las mocedades del Cid de Guillén de Castro y tomó algunas escenas de Le Cid de Pierre Corneille. Fue sucesivamente dando al público otras muchas piezas dramáticas, que se imprimieron, ya sueltas, ya en los tomos siguientes de la Colección de Varios. En 1670 y 1674 publicó en dos volúmenes veinte y cuatro de ellas. Con otros ingenios escribió obras a medias; por ejemplo, el 9 de agosto de 1677 estrenó El gran cardenal de España Fr. Francisco Ximénez de Cisneros, obra que había compuesto con Pedro Francisco Lanini y Sagredo. Escribió en colaboración, además, con Juan de Matos Fragoso, Agustín Moreto, don Juan Vélez de Guevara, Sebastián Rodríguez de Villaviciosa, Francisco de Avellaneda y otros notables autores que sin duda le honraron y distinguieron con su amistad.
El teatro de Diamante, que usa el lenguaje culterano de la época, se caracteriza por ser el primer ejemplo de influencia del drama clásico francés, pues, si bien volvió a los viejos temas épicos como el Cid, lo hizo teniendo más en cuenta a Pierre Corneille que a Guillén de Castro, como ocurre en El honrador de su padre, que es casi un plagio de Le Cid de Corneille más que de Guillén, a quien también utilizó, sin embargo, salvo el tercer acto, que es original. Como es propio entre los discípulos de Calderón, refundió una obra anterior de Antonio Mira de Amescua para obtener una obra mejor que el original en el caso de su La judía de Toledo. También son de historia nacional las comedias Santa Teresa de Jesús o El Sansón de Extremadura García de Paredes, que por otro título ostenta igualmente el de El valor no tiene edad. Además escribió comedias de enredo y mitológicas; entre estas últimas destacan El laberinto de Creta y las zarzuelas en dos actos Alfeo y Aretusa, con música del compositor Juan Hidalgo, y que fue estrenada el 18 de enero de 1678, y Júpiter y Semele. La reina María Estuarda es de historia extranjera y cuenta la vida de la reina católica desde su llegada a Inglaterra hasta su muerte. Entre sus obras religiosas figuran El negro más prodigioso; La devoción del Rosario; y La Magdalena de Roma, estas dos de atribución dudosa (véase abajo, Enlaces externos). También es suya Cuánto mienten los indicios y el ganapán de desdichas. En El ameno jardín de comedias de los insignes autores don Antonio de Zamora, don Juan Bautista Diamante y don Álvaro Cubillo de Aragón (1734), vuelven a imprimirse las comedias El defensor del peñón, El remedio en el peligro, Santa Juliana, Pasión vencida de afecto, El sol de la sierra y Más encanto es la hermosura que se publicaron por primera vez en la Primera parte de 1670.